# Michael Wolgemut
Michael Wolgemut (antigament escrit Wohlgemuth ; 1434 – 30 de novembre de 1519) va ser un pintor i gravador alemany que va dirigir un taller a Nuremberg. És conegut sobretot per haver ensenyat al jove Albrecht Dürer.
Les pintures de Wolgemut mostren influència flamenca, així que és possible que hagués viatjat per Flandes (Bèlgica moderna i zones circumdants).

## Taller xilogràfic
La importància de Wolgemut com a artista es basa no només en les seves pròpies obres individuals, sinó també en el fet que va ser el cap d’un gran taller, en el qual moltes branques diferents de les belles arts eren exercides per un gran nombre d’alumnes assistents, inclòs Albrecht Dürer, que va realitzar un aprenentatge amb ell entre 1486 i 1489. Al seu taller es van executar grans retaules i altres pintures sacres, entre ells va elaborar retaules pintats de fusta tallada, ricament decorats amb or i colors, consistents en un amuntegament de subjectes en alt relleu,.
Wolgemut era un líder entre els artistes que revifaven els estàndards de la xilografia alemanya en aquest moment. La producció de xilografies va ser una gran part del treball del taller, els blocs van ser tallats a partir dels dissenys de Wolgemut. Es feien principalment per subministrar il·lustracions de llibres a les moltes editorials de Nuremberg, i les més atractives també es venien per separat.
Les xilografies de Wolgemut van seguir els avenços en el gravat, representant volum i ombres en una mesura molt més gran que abans. Molts són notables pel seu vigor i intel·ligent adaptació a les necessitats especials de la tècnica de la xilografia.
Tanmateix, sovint s'acolorien a mà abans o després de la venda. El seu alumne Dürer havia de seguir aprofundint en el tema fins a superar tant els seus èxits, que sovint a ell se'l passa per alt.

## Biografia

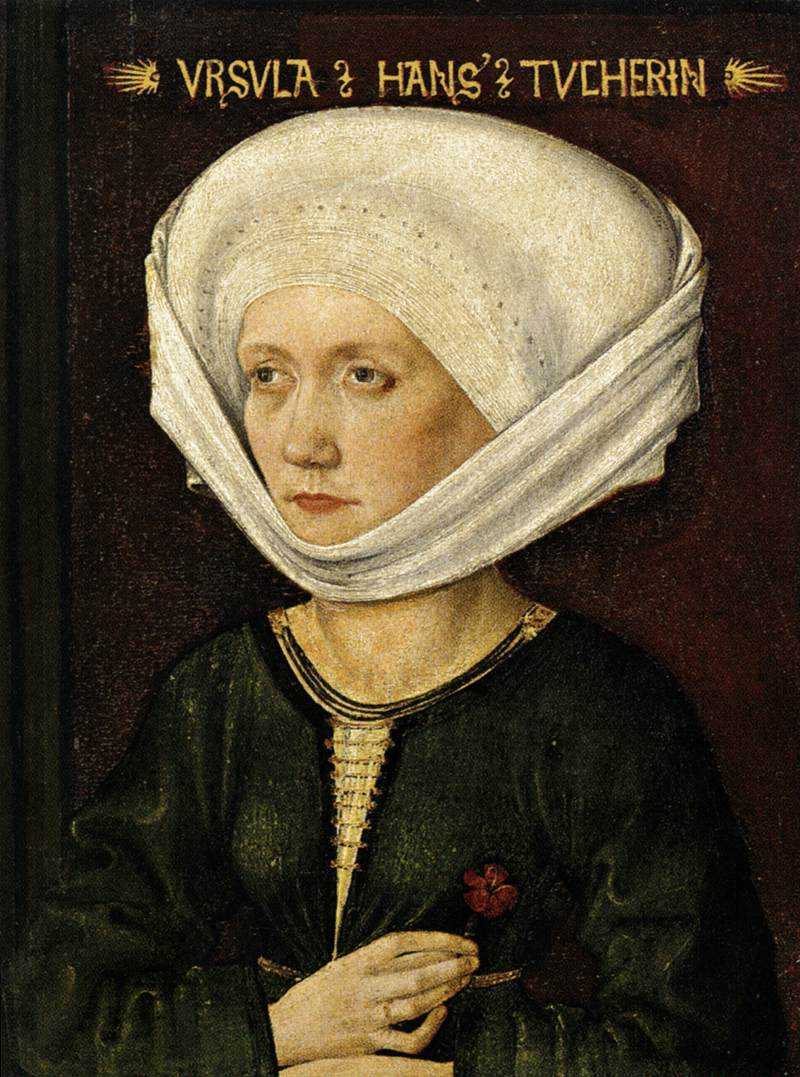
Retrat d’Ursula Tucher, 1478

Wolgemut es va formar amb el seu pare Valentin Wolgemut (que va morir el 1469 o 1470) i es creu que va ser ajudant de Hans Pleydenwurff a Nuremberg. Va treballar amb Gabriel Malesskircher a Múnic a principis de 1471, abandonant la ciutat després de demandar sense èxit la filla de Malesskircher per incompliment del contracte, afirmant que havia trencat el seu compromís. Després va tornar al taller del seu difunt pare a Nuremberg, que la seva mare havia mantingut des de la mort de Valentin.
El 1472 es va casar amb la vídua de Pleydenwurff i es va fer càrrec del seu taller; el seu fill Wilhelm Pleydenwurff va treballar amb ell primer com a ajudant, i des de 1491 com a soci. Alguns consideren Wilhelm un artista més fi que Wolgemut, però va morir el gener de 1494, quan probablement encara només tenia una trentena d’anys. L’obra de Wilhelm encara no està clara, tot i que se li han atribuït treballs en diversos mitjans

## Pintures
L'obra coneguda, més antiga, de Wolgemut és un retaule format per quatre panells, datat del 1465, que ara es troba a la galeria de Múnic, una obra decorativa de molta bellesa. El 1479 va pintar el retaule de l’altar major de l'església de Santa Maria de Zwickau, que encara existeix, rebent per això la gran suma de 1400 gulden. Una de les seves obres més grans són les pintures de l'església dels frares agustins de Nuremberg, ara traslladades al museu; el conjunt consta de molts panells, amb figures de sants venerats localment.
El 1501 Wolgemut va ser contractat per a decorar l'ajuntament de Goslar amb una gran sèrie de pintures; les del sostre són sobre fusta, i les que decoren les parets, estan pintades al tremp d'ou sobre tela. Com a retratista, tenia molta fama i algunes de les seves obres d’aquesta classe són molt admirades pel seu vigor realista i el seu acabat minuciós
Fora d'Alemanya, les pintures de Wolgemut són escasses: la Royal Institution de Liverpool posseeix dos bons exemples: Pilats rentant-se les mans i La deposició de la creu, probablement parts d'un gran retaule. Durant els darrers deu anys de la seva vida, Wohlgemut sembla haver produït poca cosa de la seva pròpia mà. Una de les seves darreres pintures és el retaule de Schwabach, realitzat el 1508, el contracte del qual encara existeix. Va morir a Nuremberg el 1519.

## Crònica de Nuremberg - Gravats

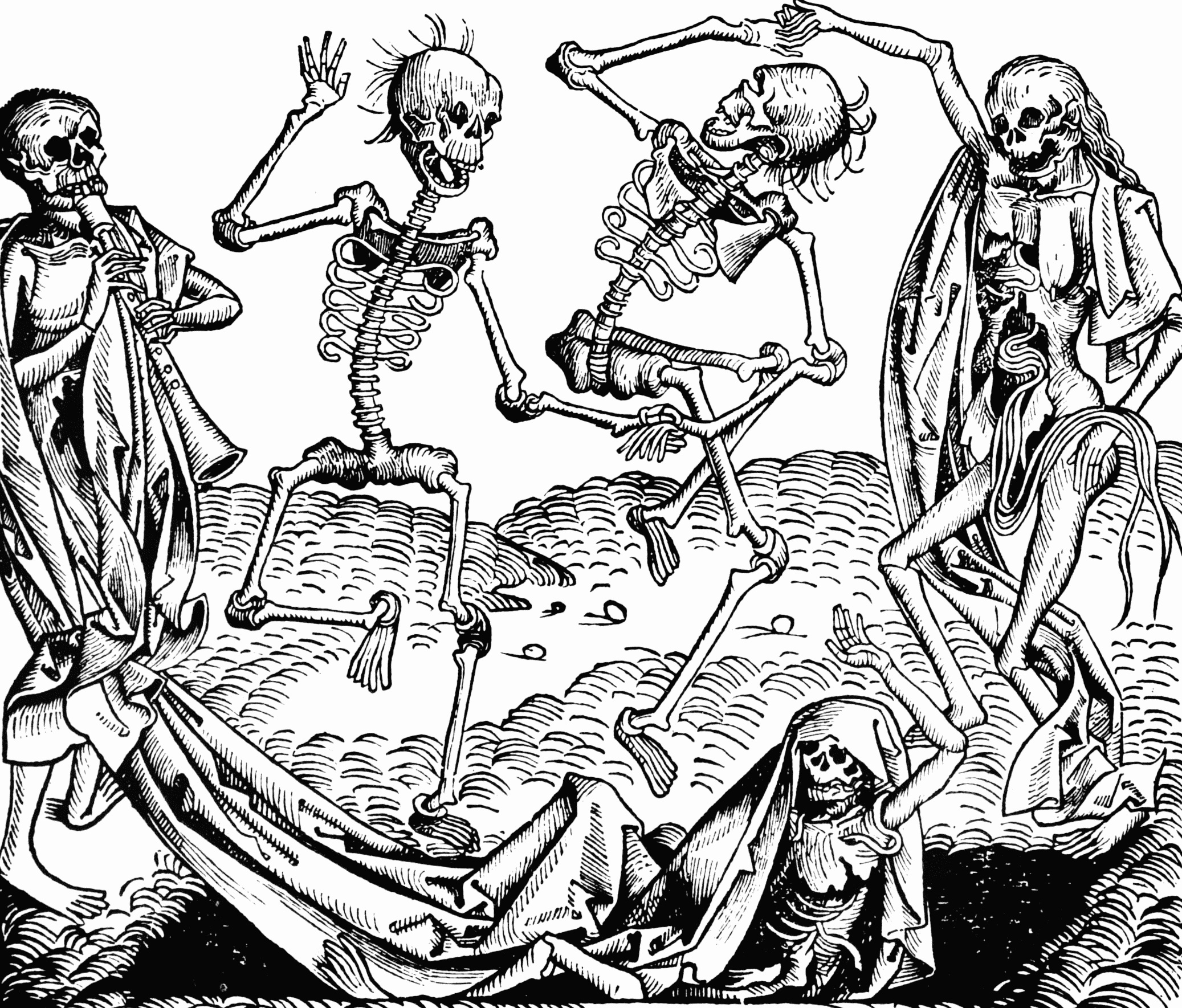
Michael Wolgemut, Danse Macabre, 1493

Dos llibres grans i abundosament il·lustrats tenen xilografies subministrades per Wolgemut i el seu fillastre Wilhelm Pleydenwurff; tots dos van ser impresos i publicats per l'editor més gran d'Alemanya, Anton Koberger de Nuremberg que també era el padrí de Dürer. El primer és el Schatzbehalter der wahren Reichthumer des Heils (1491); l’altra és la Historia mundi, de Schedel (1493), coneguda generalment com la Crònica de Nuremberg, que és molt apreciada no pel text, sinó per la seva notable col·lecció de 1.809 il·lustracions. Wolgemut i Wilhelm Pleydenwurff van rebre l'encàrrec de proporcionar les il·lustracions el 1487 i el 1488, i amb un segón contracte del 29 de desembre de 1491 se'ls va encarregar dissenys manuscrits del text i de les il·lustracions. Un altre contacte de 1492 va estipular que Koberger hauria de proporcionar una habitació tancada amb clau perquè els blocs es guardessin amb seguretat. Al British Museum hi ha un dibuix de Wolgemut per a l'elaborada portada, datat del 1490. Com passa amb altres llibres de l'època, moltes de les xilografies, que mostren ciutats, batalles o reis, es van utilitzar més d'una vegada al llibre, simplement amb les etiquetes de text canviades. El llibre és de grans mides, amb una xilografia de dues pàgines que mesura 342 x 500 mm.

## Galeria

Michael Wolgemut
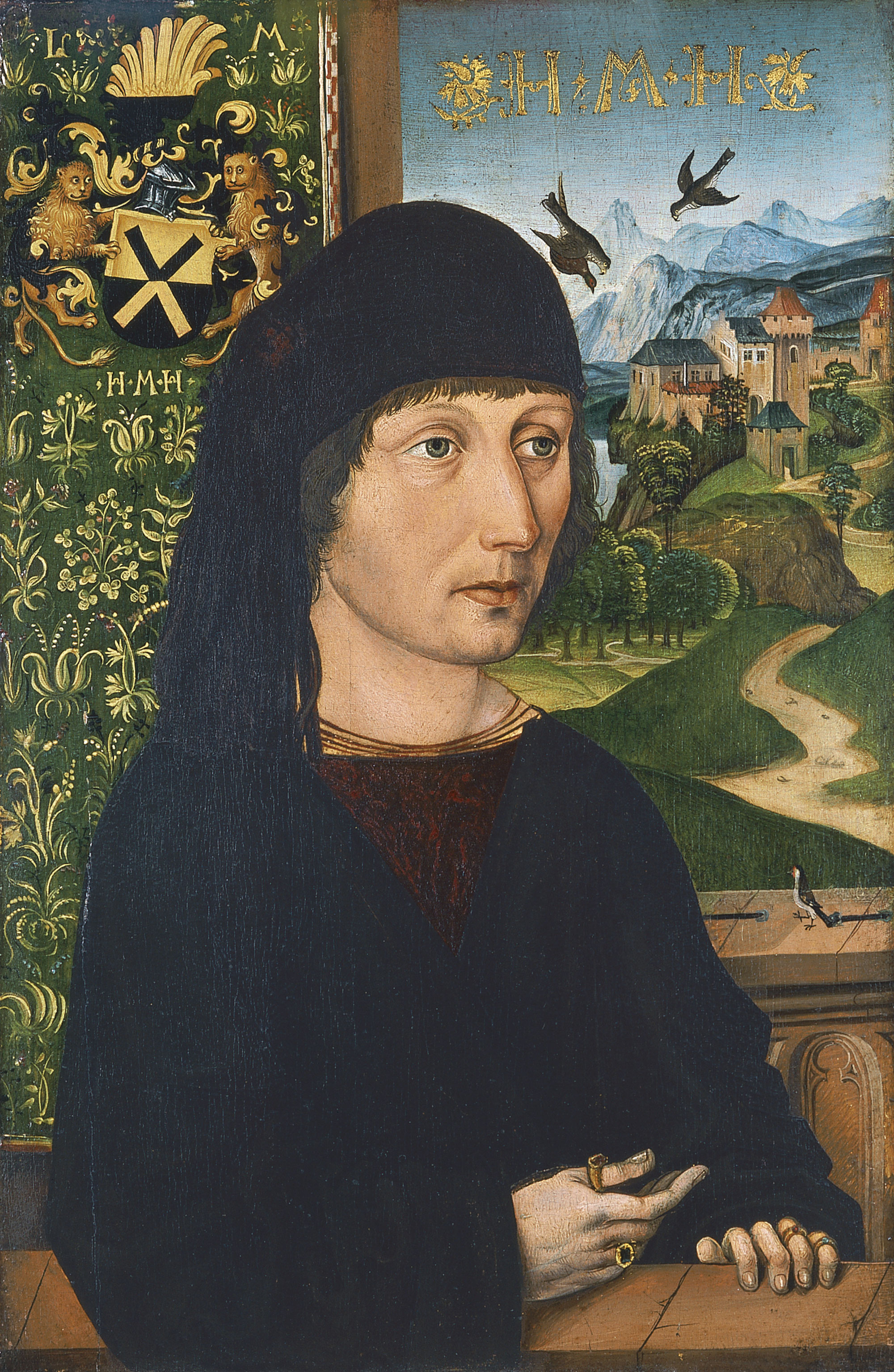
Levinus Memminger
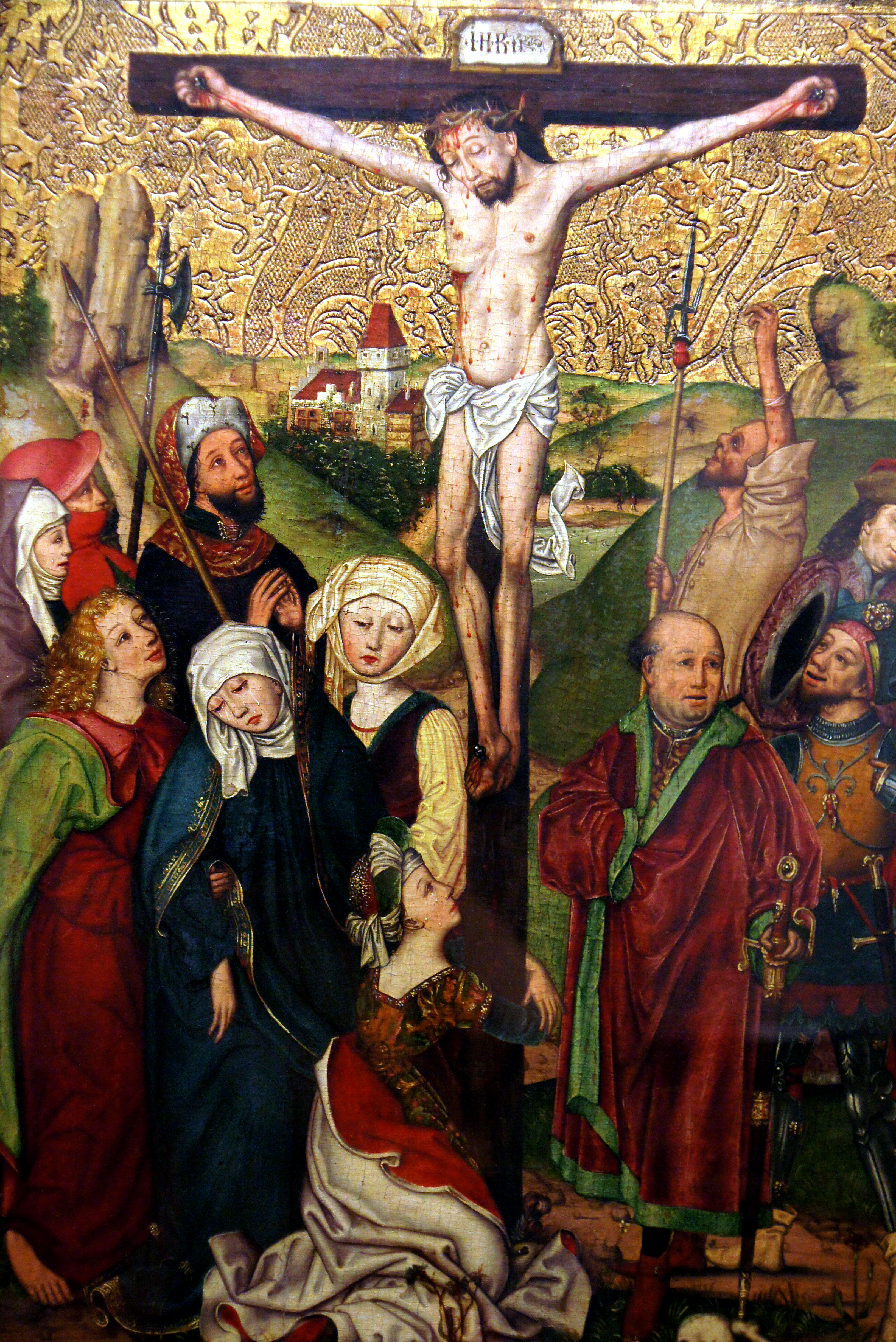
Crist crucificat
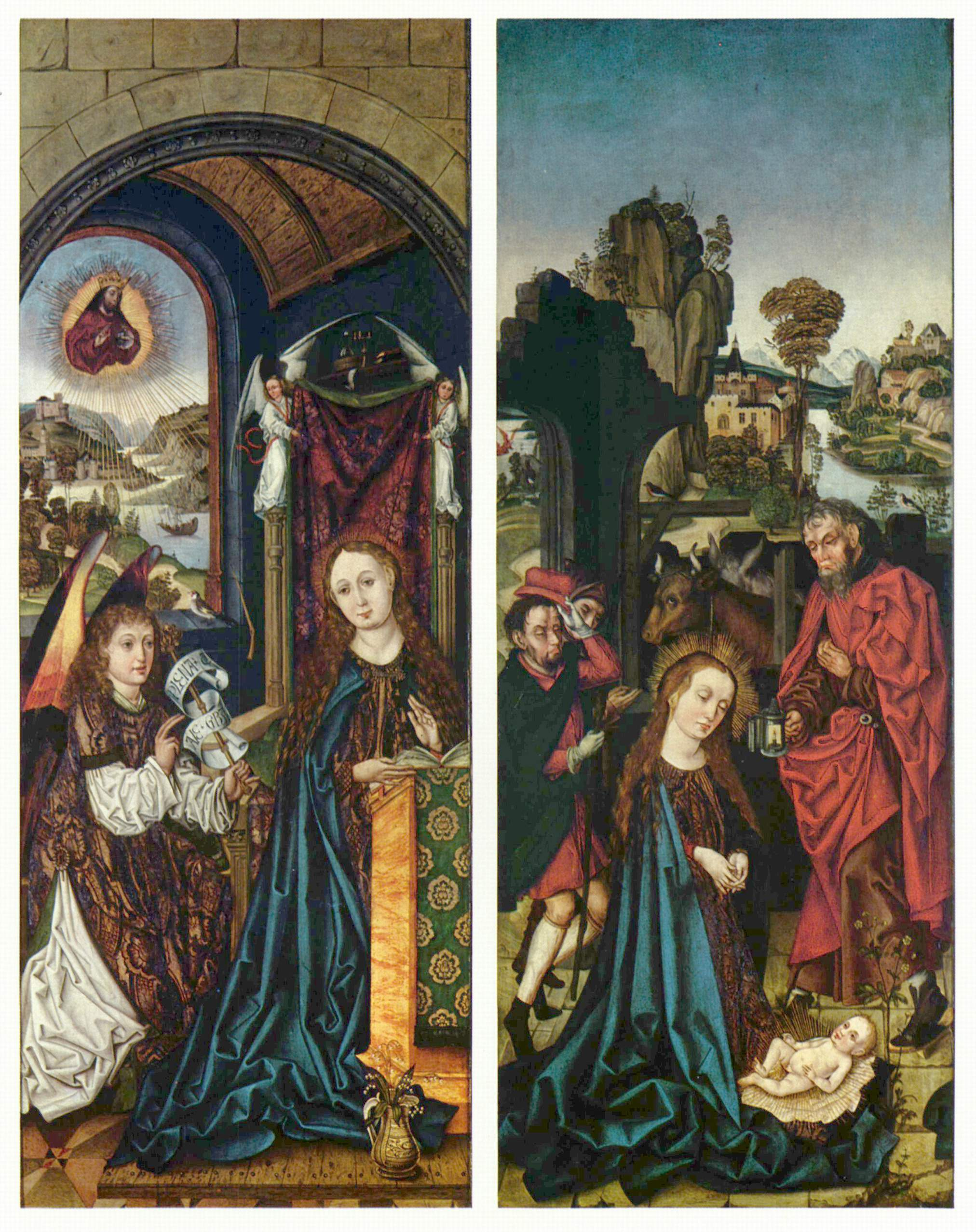
Anunciació i Escena de Betlem,altar de Peringsdörffer
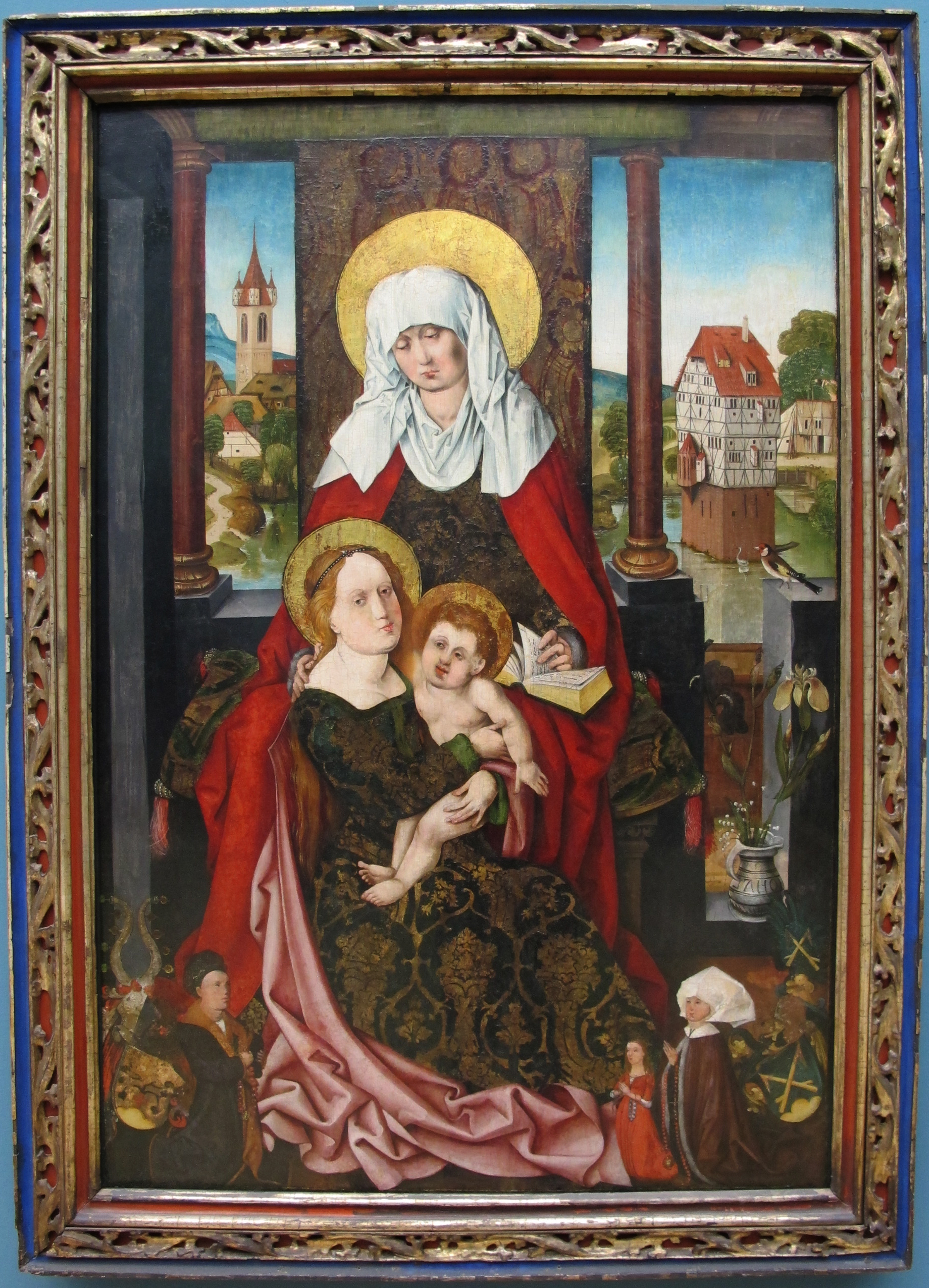
La Verge i el nen amb donants
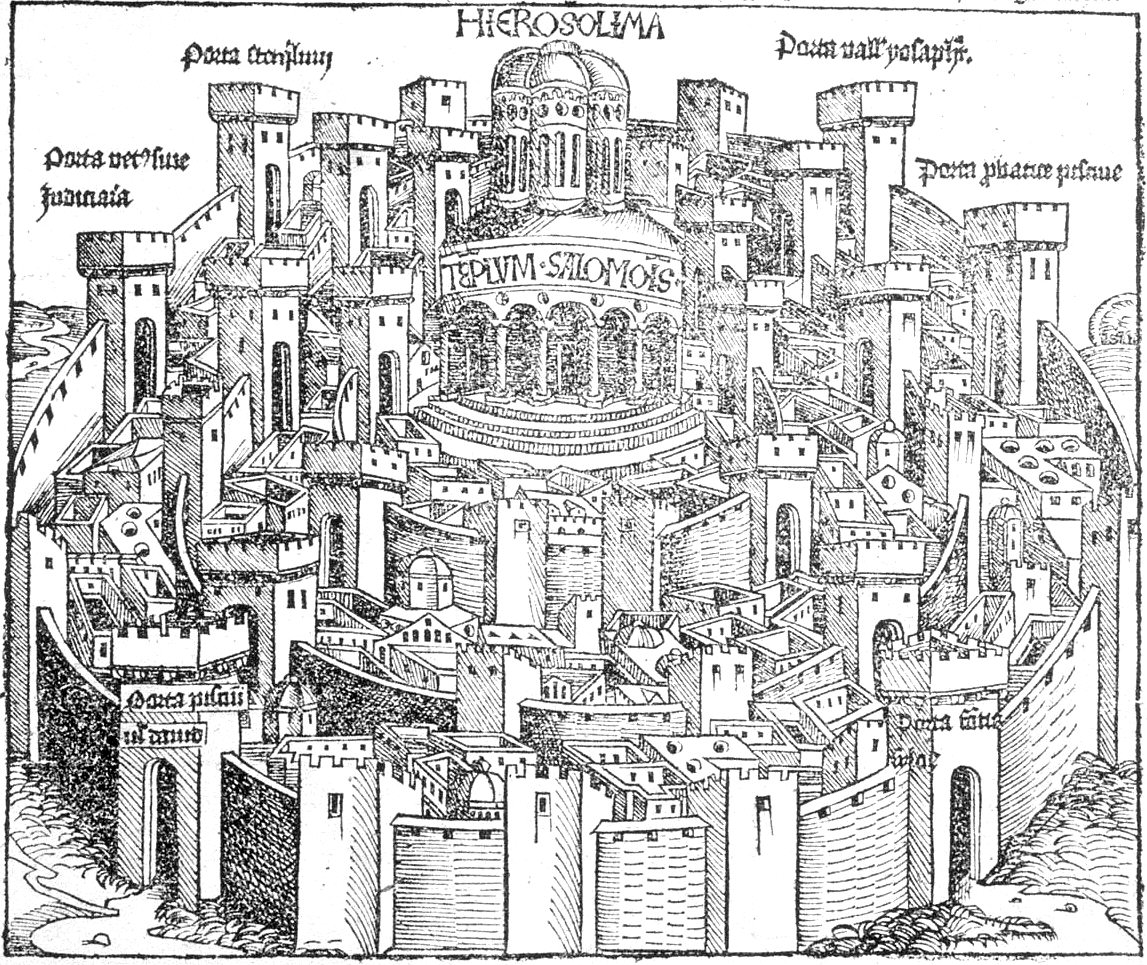
Crònica de Nuremberg 1491
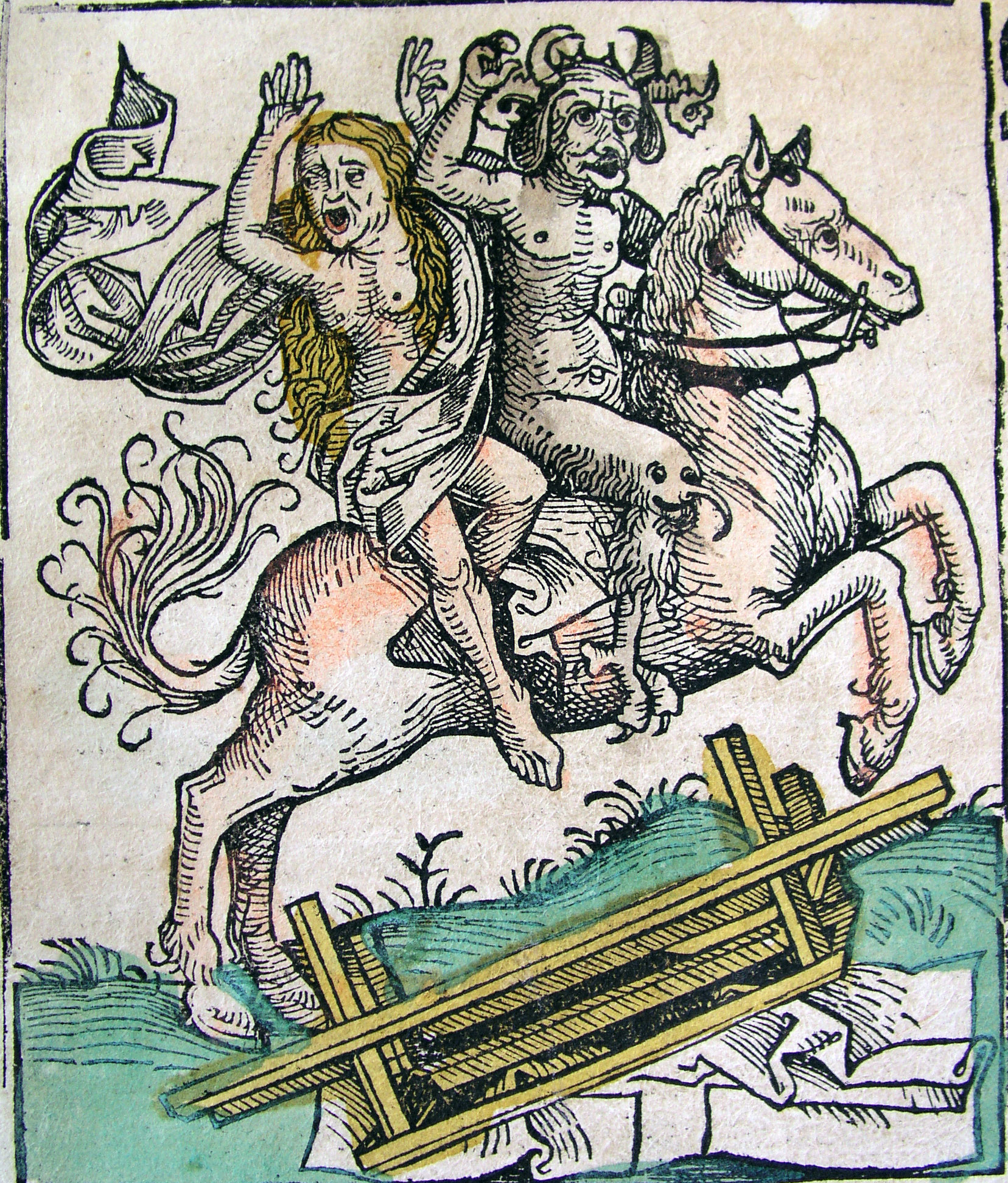
Crònica de Nuremberg 1491
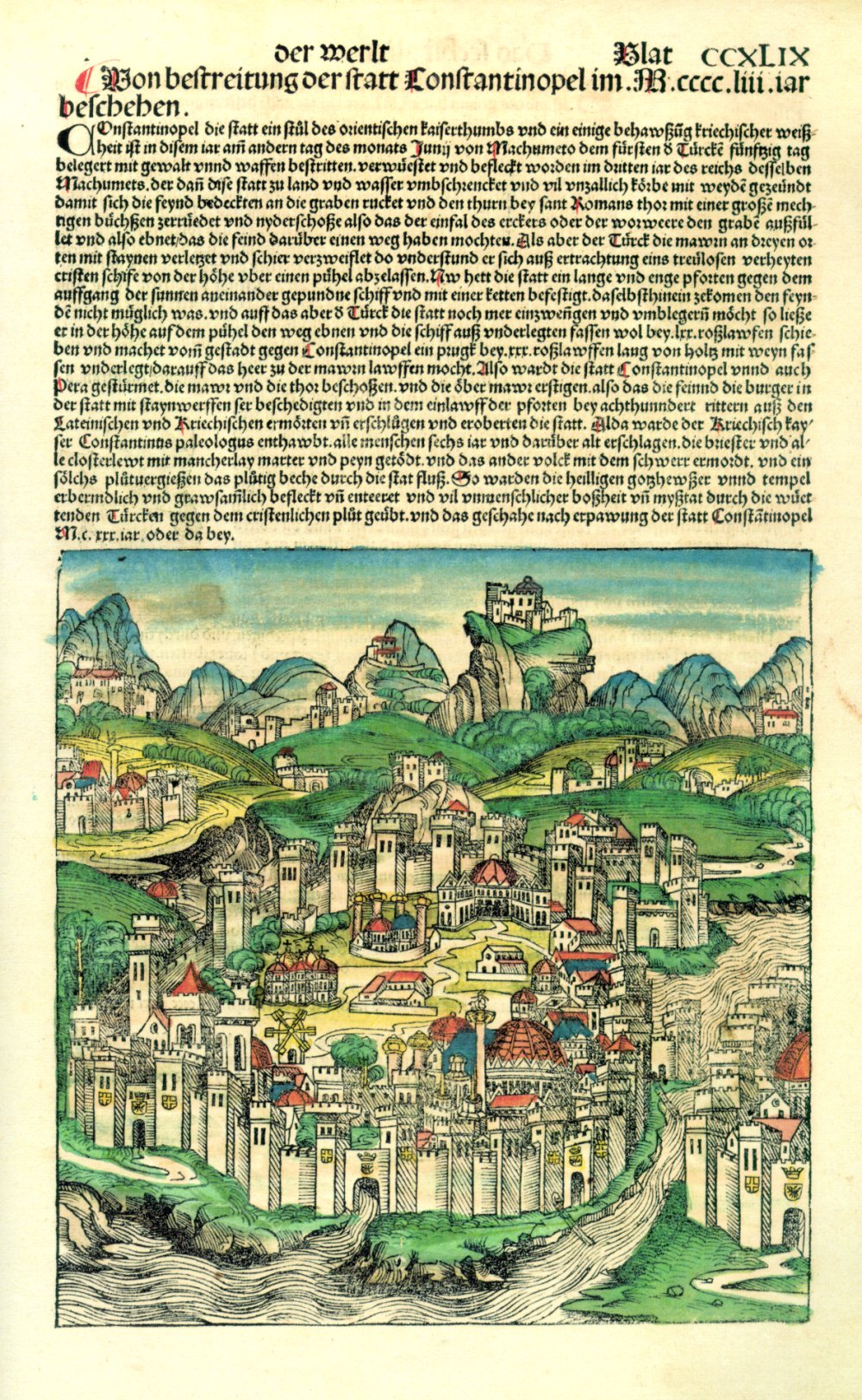
Pàgina que representa Constantinoble de la Crònica de Nuremberg 1491; la imatge és del taller de Wolgemut amb acoloriment a mà
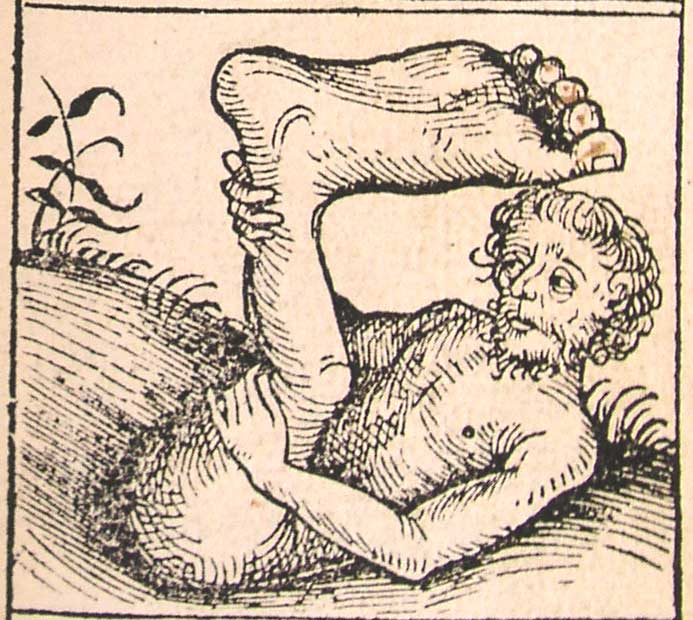
Crònica de Nuremberg 1491